# Matthias d'Agua
Matthias d'Agua (ca. 1540 - 26 maart 1609) was burgemeester van Brugge.

## Levensloop
Matthias d'Agua of Dagua, gezegd van Quickelborne, gesproten uit een Spaanse familie, trouwde met Madeleine Humbeloot (†1584), met wie hij twee dochters had. De oudste trouwde met Alexander de Meulenaere. Hij hertrouwde met Isabeau De Smidt (†1625), met wie hij eveneens twee dochters had.
Rond 1580 liet Matthias d'Agua een omwalde hoeve bouwen langs de Antwerpse Heerweg, op de grens tussen Sint-Kruis en Assebroek.
Toen hij in 1609 overleed, werd d'Agua politiek vervangen door zijn schoonzoon Alexander de Meulenaere. Hij en zijn echtgenotes werden begraven in de in 1781 afgebroken Sint-Walburgakerk. 

Het grafschrift werd opgenomen in het 'Handschrift De Hooghe' en leest als volgt:
Sepulture van d'heer Matthias d'Agua, gheseyt Van 
Quikeborne in sijn leven burgemeester der stede van Brugghe, overleden 
den 26 Maerte 1609 ende Jonkvrouwe Magdaleene filia Dheer Anteu-
nis Humbeloot sijn eerste huysvrouw die overleet den 6 september 1584 
ende Jonckvrouw Isabeau filia Dheer Vincent de Smit sijn tweede huysvrouw 

die overleet den 26 meye 1623.

## Stadsbestuur
D'Agua was lid van het stadsbestuur van Brugge in:
- 1589-1590: schepen
- 1590-1591: schepen
- 1591-1592: thesaurier
- 1592-1593: thesaurier
- 1593-1594: schepen
- 1594-1595: schepen
- 1595-1596: schepen
- 1596-1597: raadslid
- 1597-1598: schepen
- 1598-1599: schepen
- 1599-1600: eerste schepen
- 1600-1601: burgemeester van de raadsleden
- 1601-1602: burgemeester voor de raadsleden
- 1602-1603: eerste schepen
- 1603-1604: burgemeester van de schepenen
- 1604-1605: burgemeester van de schepenen
- 1605-1606: eerste raadslid
- 1606-1607: eerste raadslid
- 1607-1608: eerste schepen
- 1608-1609: eerste raadslid

## Bron
- Stadsarchief Brugge, Register van Wetsvernieuwingen.
- Openbare Bibliotheek Brugge, Handschrift De Hooghe, ms 449. pp. 82.